# Isambard Kingdom Brunel
Isambard Kingdom Brunel (Portsmouth, 9 de abril de 1806 - Londres, 15 de septiembre de 1859) fue un ingeniero británico. Es conocido sobre todo por ser el creador de la línea de ferrocarril del Great Western Railway; por haber ideado una serie de tres famosos barcos de vapor; y por haber proyectado numerosos puentes de gran importancia en el Reino Unido. Fue votado como el segundo personaje británico más importante de todos los tiempos en la encuesta llevada a cabo en 2002 por la BBC (100 Greatest Britons). 
A pesar de que los proyectos de Brunel no fueron siempre exitosos, frecuentemente contenían soluciones innovadoras a los típicos problemas ingenieriles de la época. Durante su corta carrera, consiguió ser el primero en muchos logros de ingeniería, incluyendo la participación en la construcción del túnel del Támesis (el primer túnel bajo un río navegable), y el desarrollo del primer transatlántico con casco de hierro propulsado mediante hélice, el SS Great Britain.

## Primera etapa
Isambard Kingdom Brunel era hijo del ingeniero civil francés sir Marc Isambard Brunel y de Sophia Kingdom, y nació en Portsmouth (Hampshire, Inglaterra) el 9 de abril de 1806. Tenía dos hermanas: Sophia y Emma.
Desde muy joven mostró un especial talento para el dibujo y los principios geométricos. A la edad de 14 años fue enviado a Francia para ser educado primero en el Lycée Henri IV de París y después en la Universidad de Caen en Normandía. Tras completar sus estudios teóricos relacionados con la ingeniería, trabajó con el maestro-artesano Abraham Louis Breguet, quien le instruyó en el arte aplicado de la construcción de relojes e instrumentos científicos. 
A los 17 años volvió a Inglaterra, donde comenzó a colaborar con su padre. Continuó su formación práctica, visitando casi a diario la Escuela Superior de Ingenieros de Maudslay. Empezó a destacar cuando, a la edad de 20 años, fue designado por su padre como ingeniero jefe auxiliar en la obra cumbre de su carrera, la construcción del túnel del Támesis, que cruza el río entre Rotherhithe y Wapping.

## Túnel del Támesis

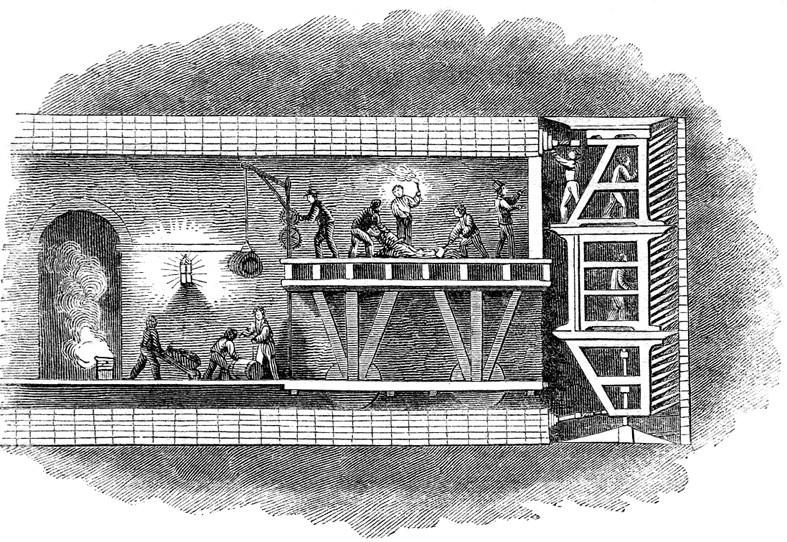
Escudo empleado durante la construcción del túnel

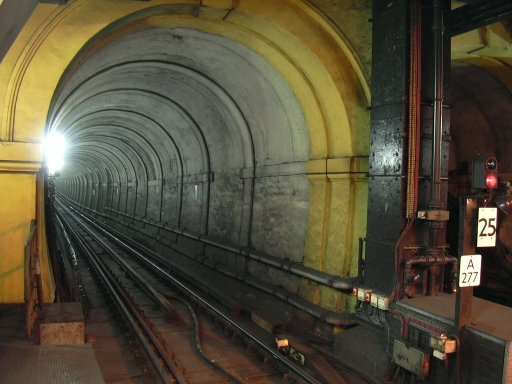
El túnel del Támesis en 2005

Brunel trabajó durante varios años como ingeniero asistente en el proyecto para construir un túnel debajo del río Támesis en Londres, entre Rotherhithe y Wapping, utilizando una primitiva tuneladora para excavar una galería horizontal de un lado del río al otro en las condiciones más difíciles y peligrosas. El proyecto fue financiado por la Thames Tunnel Company, y el padre de Brunel, Marc, fue el ingeniero jefe. La revista The American Naturalist dijo al respecto: "También se afirma que la forma de horadar la madera del teredo navalis [un molusco marino que perfora los cascos de madera de los barcos] le sugirió al Sr. Brunel su método para hacer un túnel en el Támesis".
La composición del lecho del río en Rotherhithe a menudo era poco más que sedimentos anegados y grava suelta. Un ingenioso escudo tunelador diseñado por Marc Brunel ayudó a proteger a los trabajadores de los derrumbes, pero dos graves incidentes de inundación detuvieron el trabajo por largos períodos, matando a varios trabajadores e hiriendo gravemente al joven Brunel. El último incidente, en 1828, mató a los dos mineros más veteranos, y el propio Isambard escapó por poco de la muerte. Resultó gravemente herido y pasó seis meses recuperándose. El evento detuvo el trabajo en el túnel durante varios años.
Aunque el túnel del Támesis finalmente se completó durante la vida de Marc Brunel, su hijo no tuvo más participación en el túnel propiamente dicho, y solo usó las instalaciones de obra abandonadas en Rotherhithe para continuar con sus experimentos fallidos sobre un sistema de impulsión mediante gas. Este sistema estaba basado en una idea de su padre, que consistía en construir un motor que funcionase con la energía generada alternativamente calentando y enfriando dióxido de carbono generado a base de carbonato de amonio y ácido sulfúrico. A pesar del interés de varias instituciones (incluido el Almirantazgo), Brunel consideró que los experimentos fueron un fracaso especialmente por motivos de economía de combustible y se suspendieron después de 1834.

En 1865, la Compañía del Ferrocarril  del Este de Londres compró el túnel del Támesis por 200 000 libras esterlinas y cuatro años más tarde lo atravesaron los primeros trenes. Posteriormente, el túnel pasó a formar parte del sistema subterráneo de Londres y sigue en uso hoy en día, originalmente como parte de la East London Line, y ahora incorporado al London Overground.

## Puentes
En su relativamente breve pero intensa carrera, Brunel demostró una gran versatilidad a la hora de idear soluciones estructurales para solventar los distintos problemas ingenieriles a los que se iba enfrentando, especialmente en los proyectos de ferrocarril de los que fue responsable. Un destacable ejemplo es el puente ferroviario de Maidenhead, construido sobre el río Támesis en Berkshire. Concluido en 1838, sigue siendo el puente de mampostería de arco rebajado con el menor cociente [flecha/luz] del mundo. Este puente, que está todavía en uso, consta de dos arcos de 39 metros de luz cada uno, con una flecha de 7 metros. La anchura del tablero permite el paso de cuatro vías de ferrocarril sobre el mismo.
El puente Royal Albert, construido en 1854, uno de los primeros proyectos de Brunel en solitario, fue diseñado para la compañía del Ferrocarril de Cornualles, después de que el Parlamento Británico rechazara el plan original de utilizar los servicios de un ferry para cruzar el estuario del río Tamar. El puente consiste en dos grandes vanos de 139 metros de luz situados 30 metros por encima del nivel de la máxima marea viva, además de otros 17 vanos de dimensiones más pequeñas. Los dos vanos centrales se colocaron mediante barcazas entre los pilares, desde donde se izaron a su posición definitiva utilizando gatos.   
Sin embargo, Brunel es quizás sobre todo conocido por su impresionante puente colgante de Clifton en Bristol. Con una luz de 213 m, y suspendido a 61 m de altura sobre el cauce del río Avon, se convirtió en el momento de su inauguración en el puente con el vano más largo del mundo. Brunel había presentado cuatro diseños a un comité encabezado por Thomas Telford, quien rechazaba todas las soluciones recibidas, proponiendo su propio diseño en su lugar. Tras una enconada polémica aireada por la prensa, se abrió el concurso otra vez, y una nueva propuesta de Brunel recibió la aprobación definitiva para iniciar el proyecto.
Brunel escribió a su cuñado, el político Benjamin Hawes: 

De todas las hazañas que he tenido que afrontar desde que estoy en este mundo, creo que ayer realicé la más maravillosa. He logrado conseguir la unanimidad entre todos los quince hombres que estaban peleando por el proyecto.

 No vivió lo suficiente para verlo concluido, pero sus colegas y admiradores de la Institución de Ingenieros Civiles consideraron que el puente debía ser completado en memoria del gran ingeniero y comenzaron a recaudar nuevos fondos, aunque al parecer modificando sustancialmente el diseño original. Los trabajos se iniciaron en 1862 y terminaron en 1864, cinco años después de la muerte de Brunel.
|  |  |  |

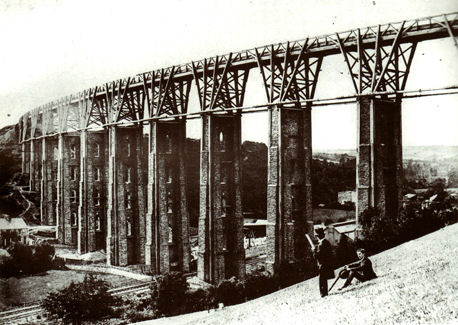
Viaducto de madera de Moorswater en Liskeard (Cornualles), tal como fue proyectado por Brunel

La intensa actividad de Brunel en el campo de los puentes también le permitió mostrar su genio en el diseño de estructuras más económicas, como las de madera. Así, en su carrera como constructor de ferrocarriles, pero particularmente en el Ferrocarril del Sur de Devon y en el Ferrocarril de Cornualles, donde no se disponía de grandes recursos y había muchos valles que cruzar, Brunel hizo un uso extensivo de la madera para la construcción de importantes viaductos.
Cuando la compañía del Ferrocarril de Cornualles construyó la línea ferroviaria entre Plymouth y Truro, inaugurada en 1859, y la amplió hasta Falmouth en 1863, siguiendo el consejo de Brunel se construyeron 42 viaductos con tableros de madera sostenidos por vigas también de madera en abanico, dispuestas sobre pilares de mampostería. Este método inusual de construcción redujo sustancialmente el costo inicial de construcción en comparación con una estructura completamente de mampostería, pero a costa de un mantenimiento más oneroso. En 1934, el último viaducto de madera de Brunel fue desmantelado y reemplazado por una estructura de mampostería.
El último puente singular realizado por Brunel fue el Three Bridges, una estructura de tres niveles localizada cerca de Londres. Las obras comenzaron en 1856 y finalizaron en 1859. La estructura en cuestión es una solución inteligente que permite que las rutas de la carretera de Windmill, del Canal Grand Junction y del Ferrocarril Great Western y Brentford se crucen entre sí en un mismo punto.

## El Gran Ferrocarril del Oeste

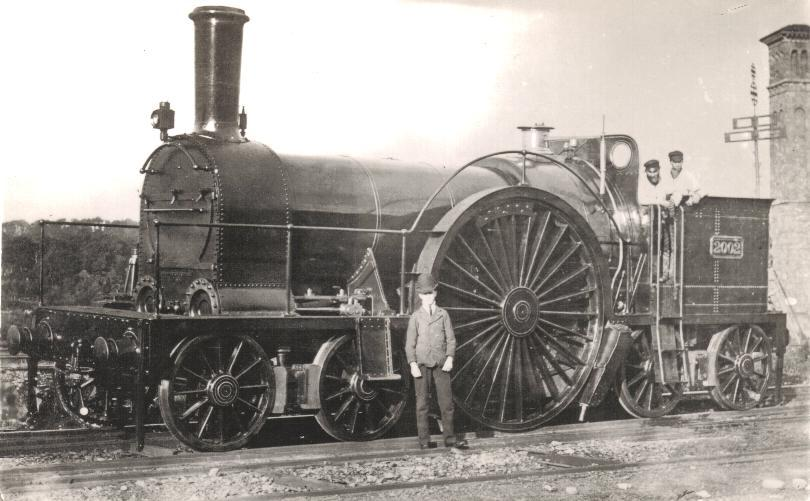
Locomotora 4-2-4T de vía ancha, en el depósito de Exeter, en 1876

En 1833, antes de la finalización del túnel del río Támesis, Isambard Brunel fue nombrado ingeniero jefe del Great Western Railway (Gran Ferrocarril del Oeste), una de las maravillas de la época victoriana, una línea que conectaba Londres con Bristol, posteriormente prolongada hasta Exeter.
La empresa fue fundada en una reunión pública en Bristol en 1833 y validada por una ley del Parlamento en 1835. Brunel predijo que los pasajeros podrían viajar desde Londres hasta Nueva York con un solo billete comprado en la estación de Paddington de Londres, efectuando un transbordo desde los trenes del Great Western al transatlántico de vapor del mismo nombre en la terminal de Neyland en el suroeste de Gales.
Brunel tomó dos decisiones que se convirtieron en temas controvertidos: el uso de una vía ancha de 2,14 m entre los rieles, que ofrecía, según dijo, un mejor rendimiento y mayores velocidades de circulación; y su elección de una ruta que, saliendo de Londres por el valle del Támesis, continuó por el norte de los Marlborough Downs, con lo que no pasó por ninguna de las grandes ciudades de la región, aunque se construyeron ramales a Oxford y a Gloucester.

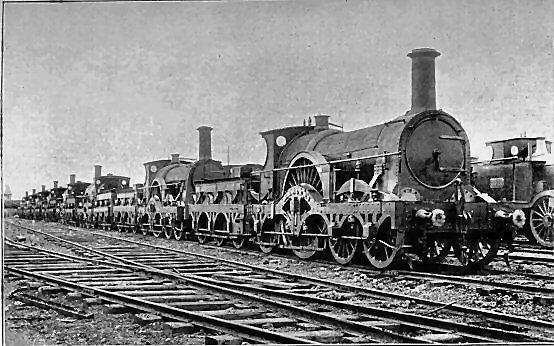
Locomotoras esperando su desguace después de abandonarse la vía ancha en 1892

Su decisión de utilizar un mayor ancho de vía despertó de inmediato reacciones de incredulidad, ya que tal decisión era contraria a la de casi todos los ferrocarriles británicos de la época (construidos en el ancho de Stephenson). Brunel dijo que no era sino una evolución lógica y necesaria del gálibo de las vías de los ferrocarriles que George Stephenson había adoptado para realizar las primeras líneas de pasajeros. Brunel había realizado un análisis matemático del asunto y llevó a cabo una serie de pruebas para determinar que su vía ancha ofrecía el tamaño óptimo para la estabilidad de los trenes y la comodidad para los pasajeros, así como una mayor capacidad de mercancías.

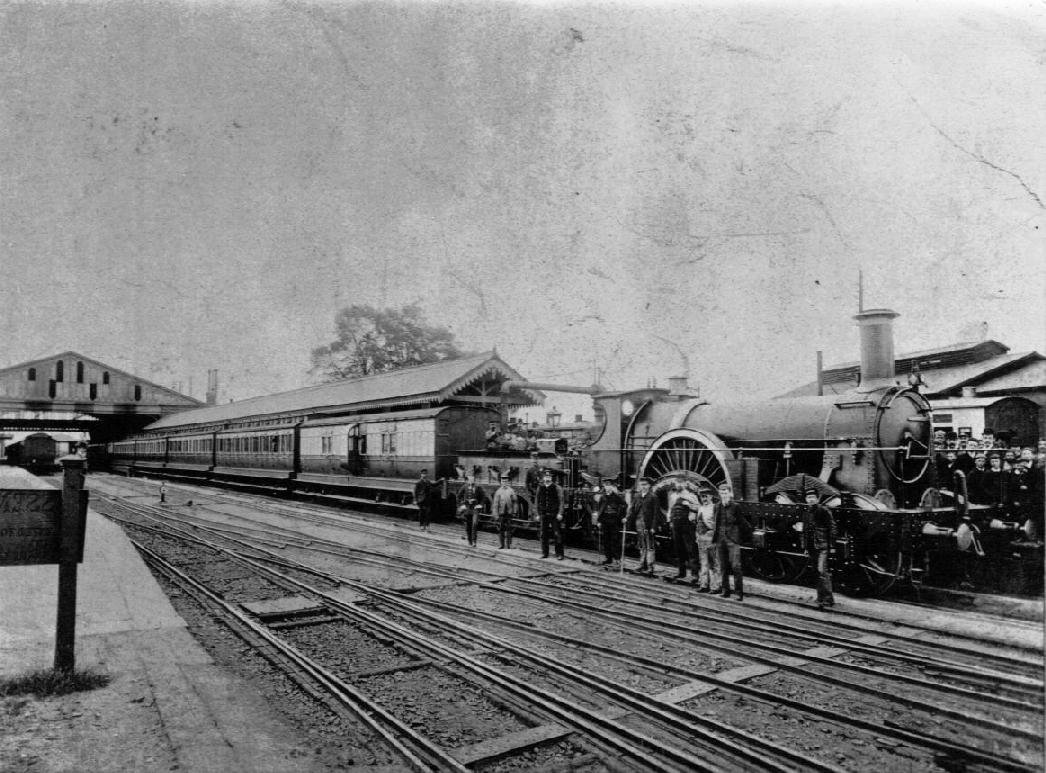
Último tren de vía ancha, la locomotora Dragon, en ruta por Penzance hacia Taunton, el 20 de mayo de 1892, donde se aprecian las vías de ancho mixto

Brunel había examinado toda la longitud de la ruta entre Londres y Bristol. Basándose en la experiencia obtenida con el túnel del Támesis, se puso a organizar para el Great Western una impresionante serie de obras: viaductos, estaciones y túneles diseñados especialmente, como el famoso túnel de Box, que fue en su tiempo el túnel de ferrocarril más largo del mundo. Una anécdota relata que el túnel de Box se orientó de manera que fuera iluminado en toda su longitud por el sol el día del aniversario de Brunel.
A pesar de que la compañía del Great Western siempre sostuvo que su ancho de vía era superior, después de la muerte de Brunel y tras una resolución legal del Parlamento, se inició el proceso de abandonar progresivamente la vía ancha y convertirla al ancho normal ("ancho de Stephenson") utilizado por todos los demás ferrocarriles del país. El cambio se completó en mayo de 1892. La reforma fue relativamente simple, puesto que por entonces la empresa ya había instalado un tercer riel en casi todas sus vías (es decir, eran líneas de vía mixta, simultáneamente de gran ancho y de ancho estándar), lo que permitió mantener la circulación en la gran mayoría de los trayectos en servicio.

## El «ferrocarril atmosférico»

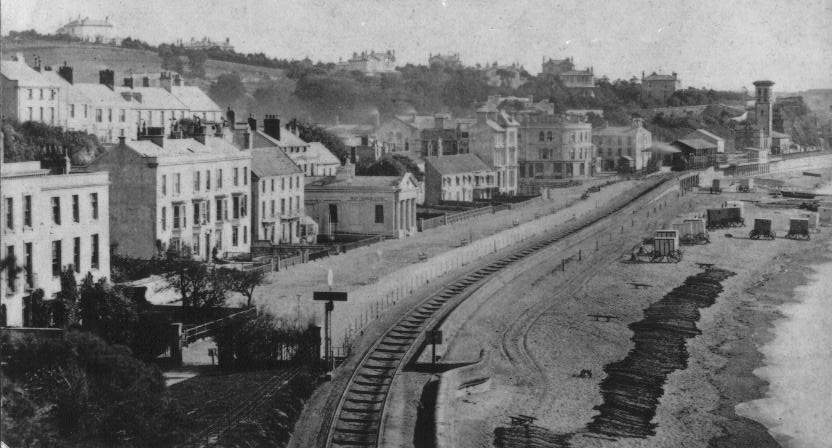
Línea del Ferrocarril del Sur de Devon en Dawlish hacia 1870. En aquella época, el conducto de aspiración (tubo de vacío) fue eliminado, pero se aprecia la vía ancha, la señalización ideada por Brunel y la torre cuadrada de la estación de bombeo, situada al fondo

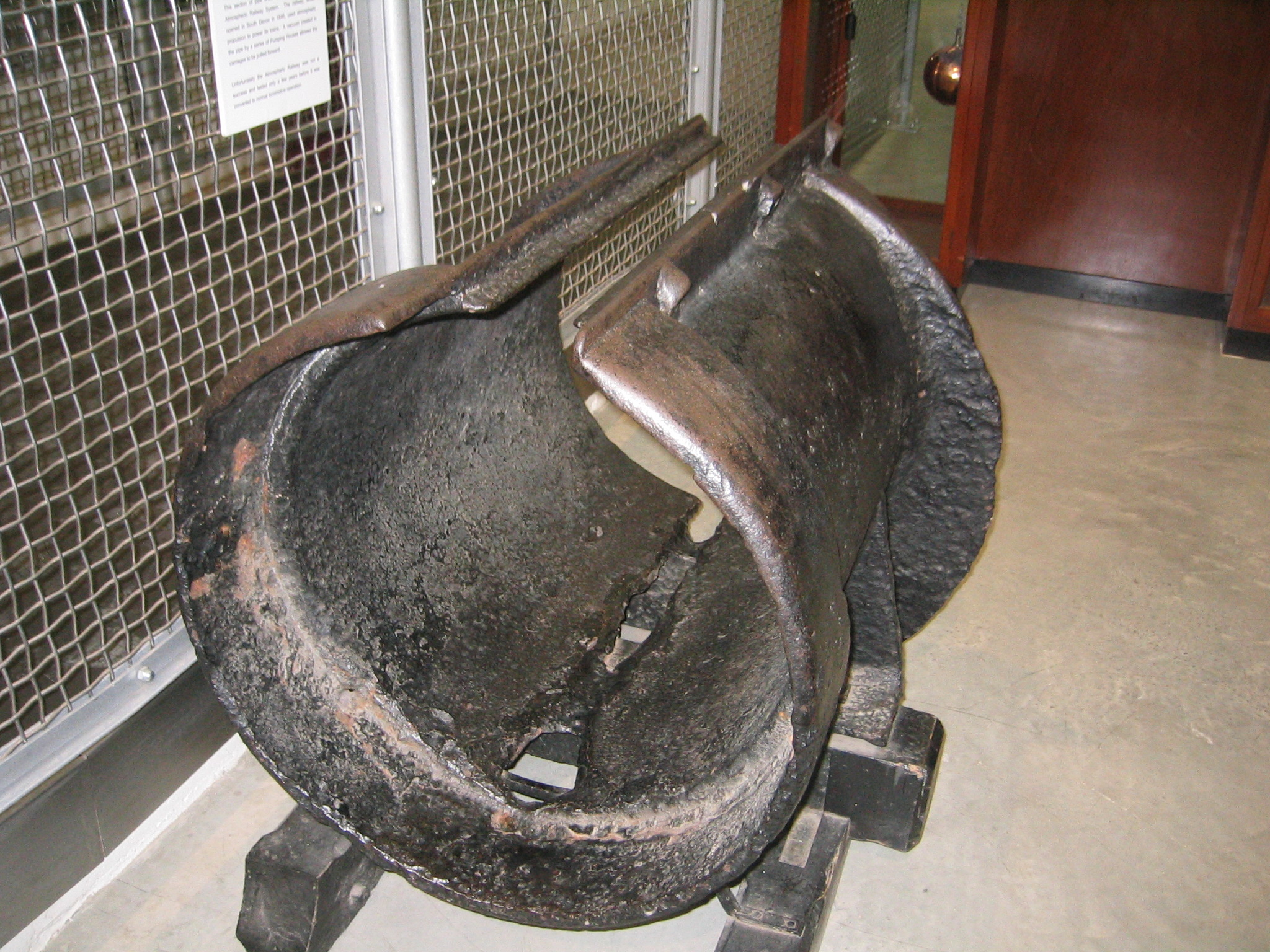
Una sección del conducto de aspiración central en el Museo del Ferrocarril de Vapor de Swindon

Aunque en última instancia estaba destinada al fracaso, otra realización interesante de Brunel, en términos de innovación tecnológica, fue el ferrocarril atmosférico. El Great Western Railway hizo una extensión en sentido sur desde Exeter hacia Plymouth mediante la South Devon Railway Company (CSD), empresa administrada por el GWR. En lugar de utilizar locomotoras, los trenes eran impulsados por un sistema patentado por Clegg y Samuda en 1839, por el que unas bombas de vacío aspiraban el aire por un tubo conectado a los pistones fijos en los trenes.
La sección de Exeter a Newton se realizó de acuerdo con este principio, con las estaciones de bombeo equipadas con unas distintivas chimeneas cuadradas espaciadas cada dos kilómetros, «aspirando» los trenes a velocidades de 30 km/h. Los tubos de 381 mm de diámetro se emplearon en los tramos llanos, así como otros de 559 mm, destinados a las secciones en pendiente.
Esta tecnología requería el uso de una válvula continua de cuero para sellar los tubos de vacío en su parte superior. El cuero, para cumplir adecuadamente su misión debía ser flexible, por lo que estaba impregnado con sebo, convirtiéndolo en un material muy atractivo para las ratas. El resultado inevitable fue que las ratas se comían el sellado de cuero, y el sistema se mantuvo operativo durante menos de un año: en septiembre de 1847 para las pruebas y de febrero de 1848 al 10 de septiembre de 1848 para el servicio comercial.
Las cuentas del Ferrocarril del Sur de Devon para 1848 sugieren que el costo de la tracción atmosférica era de tres chelines y un penique por milla, en vez de un chelín y cuatro peniques por milla para la tracción clásica a vapor. 
Una sección de la tubería, sin la junta de estanqueidad de cuero, se conserva en el Didcot Railway Centre, en Didcot, Oxfordshire.
Un sistema de tren atmosférico similar también operó en Francia, entre Le Pecq y Saint-Germain-en-Laye, desde 1847 hasta 1860.

## Renovación del puerto flotante de Bristol

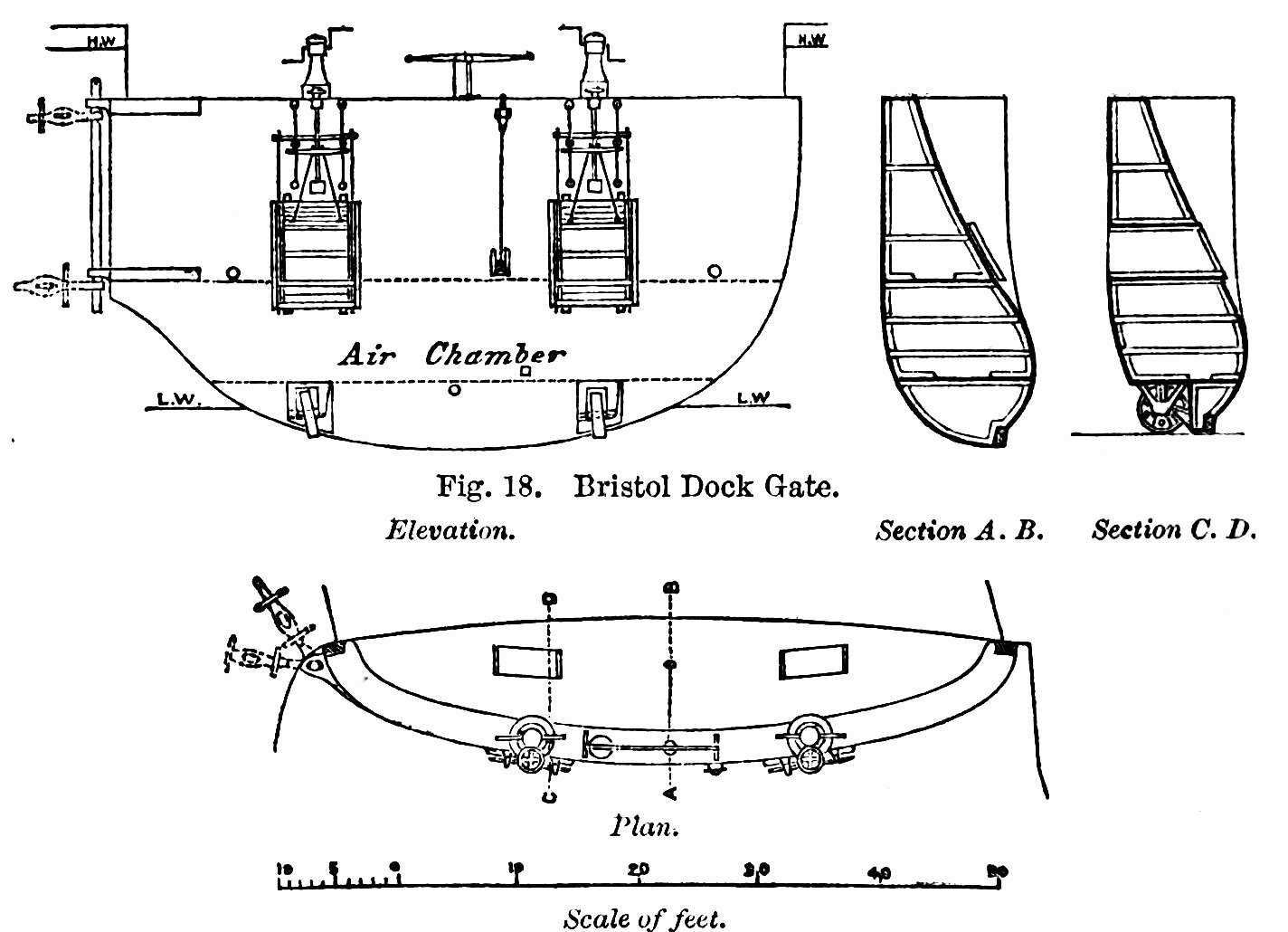
Compuertas del puerto flotante de Bristol, diseñadas por Brunel

En 1848, el ayuntamiento de Bristol asumió la gestión del puerto flotante, y se contrató a Brunel para realizar una serie de mejoras, incluidas nuevas compuertas, un dragado y un segundo tipo de compuertas de fondo diseñadas para reducir la sedimentación. La solución ideada originalmente por William Jessop incluía  un azud para permitir que el exceso de agua regresara al New Cut, pero esta disposición provocó que ya en la década de 1830 el puerto flotante sufriera graves problemas de sedimentación.
Brunel recomendó dragar la dársena e instalar tres compuertas poco profundas y una esclusa profunda entre el puerto y el canal de New Cut, en la zona de la cuenca de Cumberland. Cuando la esclusa profunda se abría durante la marea baja, una poderosa resaca succionaba el sedimento hacia el río, donde era arrastrado por la siguiente marea. Además, las compuertas poco profundas permitían ajustar el nivel del agua del muelle según las condiciones climáticas.

## Transatlánticos

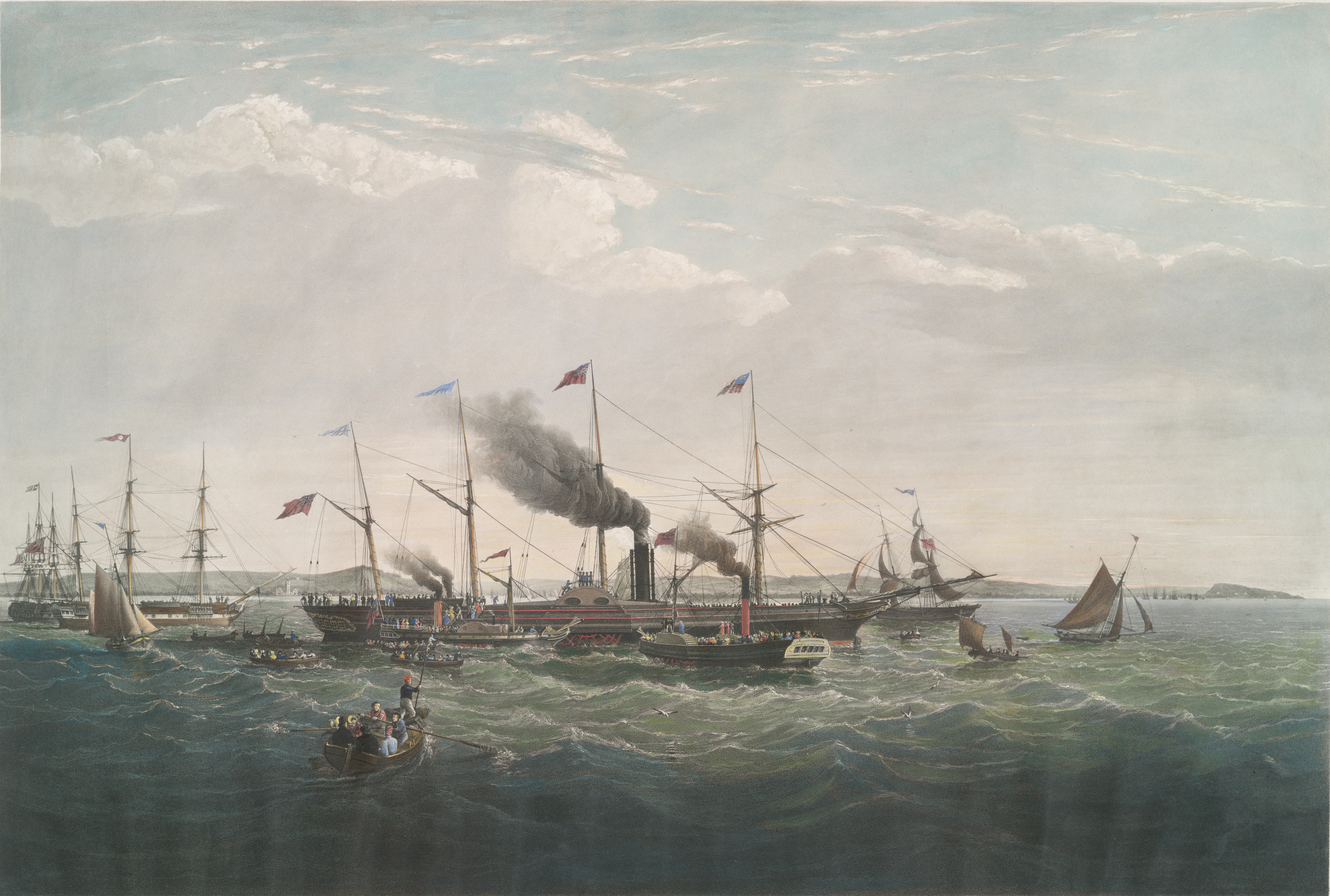
El viaje inaugural del ' en abril de 1838

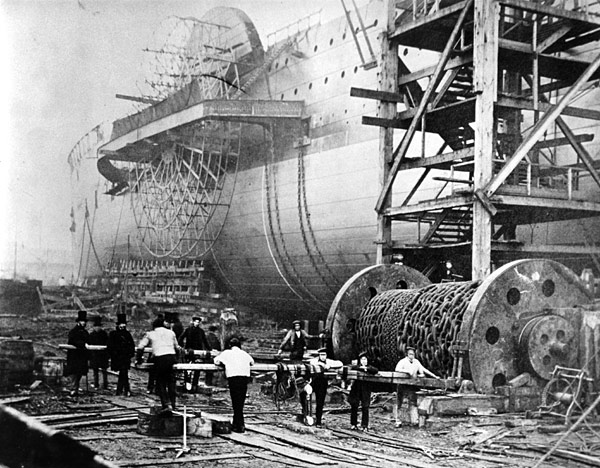
El en construcción (1858)

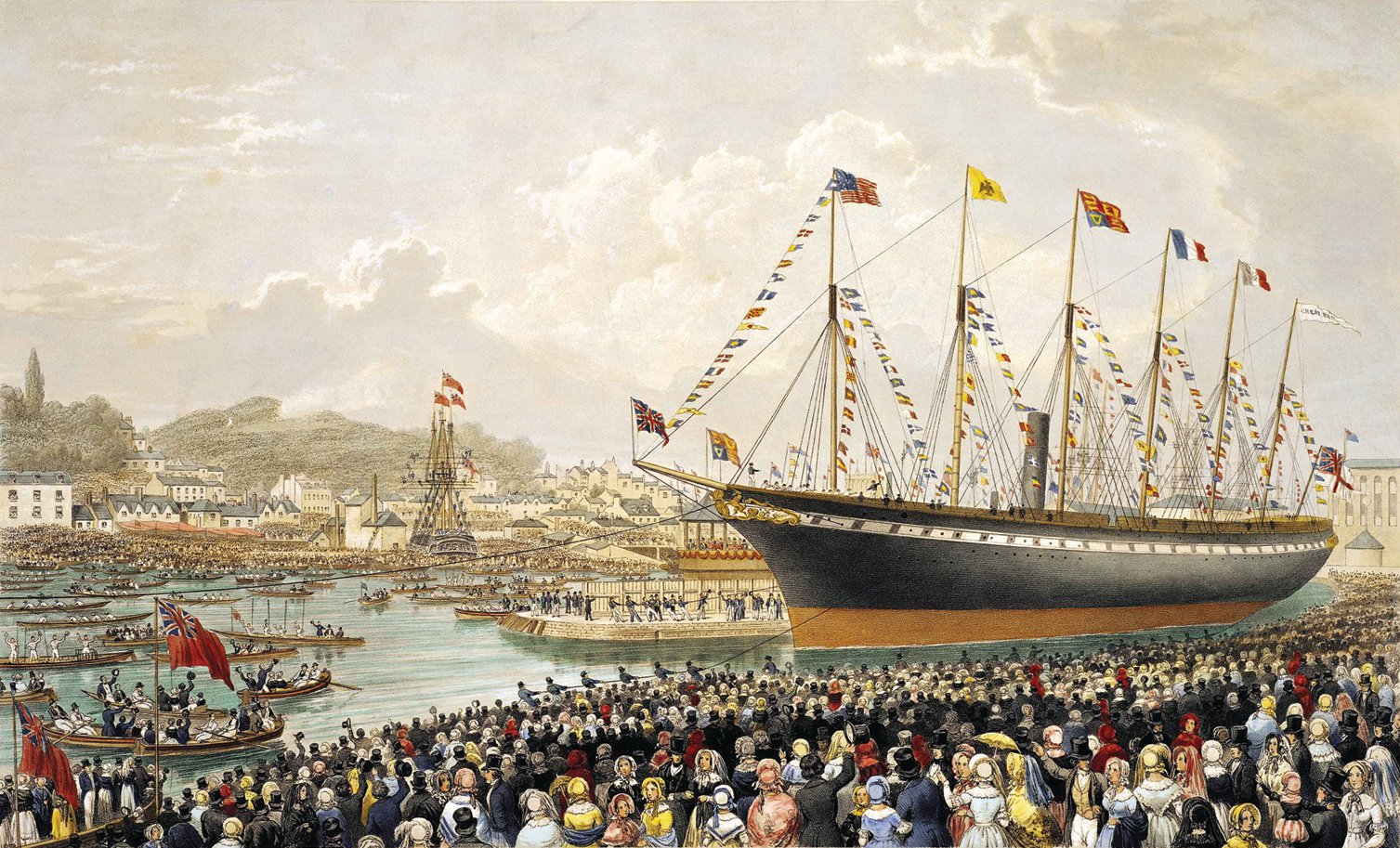
Botadura del ' en 1843

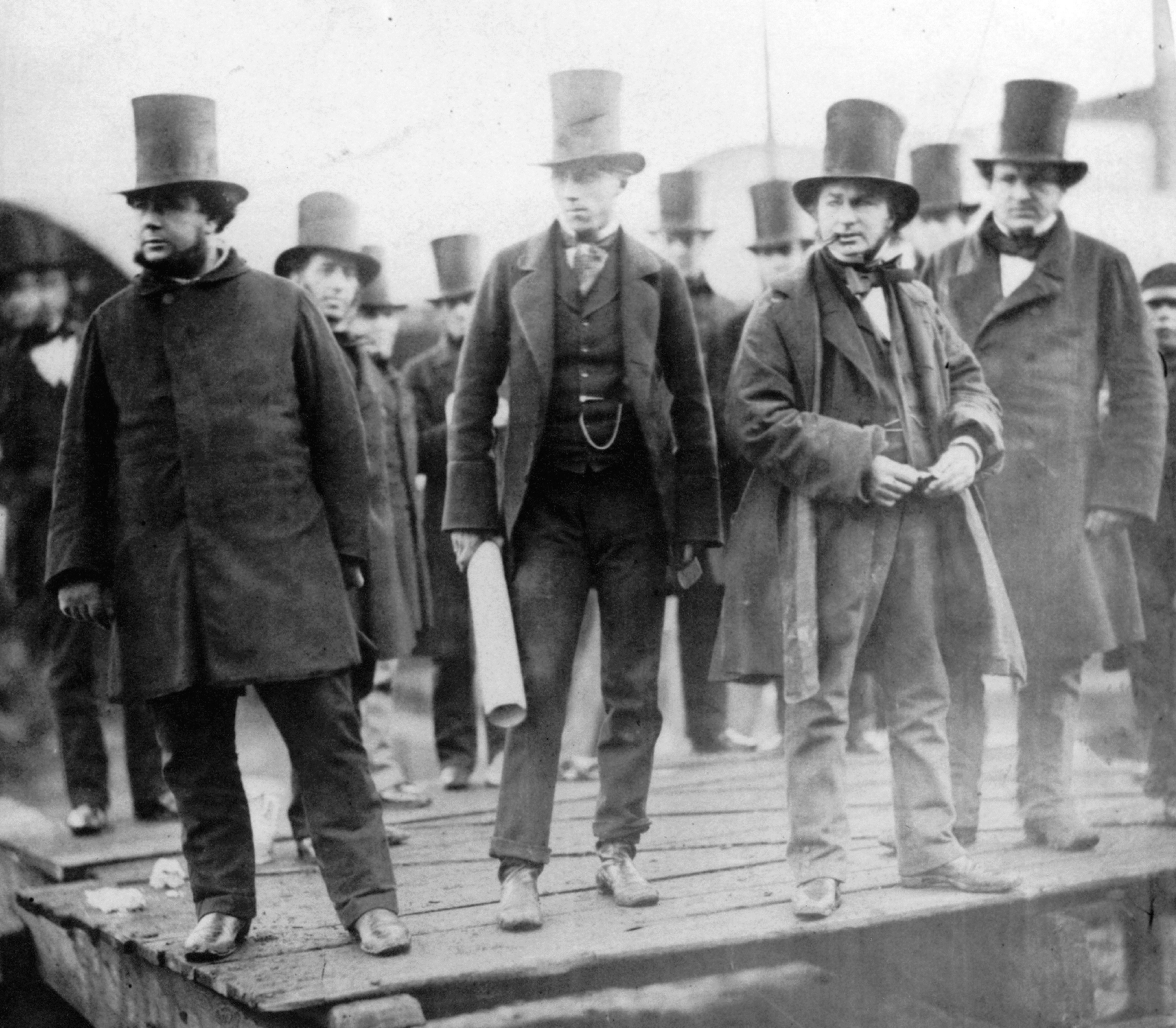
Brunel en la botadura del Great Eastern con John Scott Russell y Lord Derby, en 1858

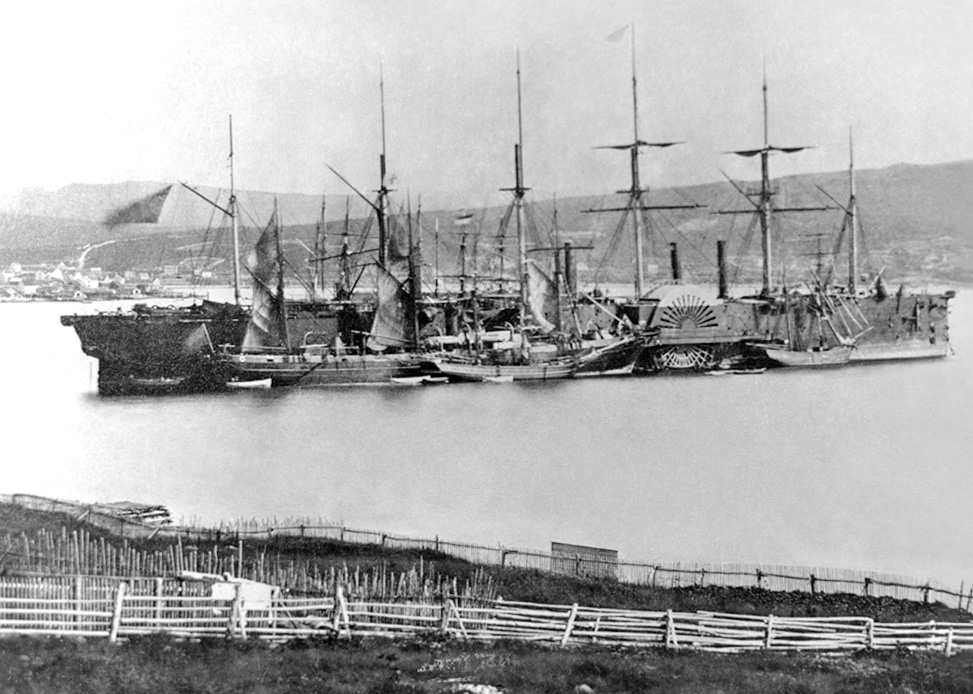
El Great Eastern en 1866

Incluso antes de la apertura del Great Western Railway, Brunel había pasado a su proyecto siguiente: la navegación transatlántica. Propuso ampliar la red de transporte por barco desde Bristol a través del Océano Atlántico hasta la ciudad de Nueva York, y Thomas Guppy fundó la Great Western Steamship Company con ese propósito. Se discutió ampliamente si sería comercialmente viable que un barco propulsado exclusivamente por vapor realizara viajes tan largos. Los avances tecnológicos de principios de la década de 1830, incluida la invención del condensador de superficie, que permitía que las calderas funcionaran con agua salada sin detenerse para ser limpiadas, hicieron posibles viajes más largos, pero en general se pensaba que un barco no podría transportar suficiente combustible para el viaje y disponer del espacio necesario para la carga comercial.
Brunel aplicó la evidencia experimental de las pruebas realizadas por Mark Beaufoy, y desarrolló aún más la teoría de que la cantidad que un barco podía transportar aumentaba con el cubo de sus dimensiones, mientras que la cantidad de resistencia que un barco experimentaba en el agua mientras navegaba aumentaba solo con el cuadrado de sus dimensiones. Esto significaría que mover un barco más grande requeriría proporcionalmente menos combustible que un barco más pequeño. Para probar esta teoría, Brunel ofreció sus servicios de forma gratuita a la Great Western Steamship Company, que lo nombró miembro de su comité de construcción y le confió el diseño de su primer barco, el SS Great Western. Cuando se construyó, el Great Western era el barco más largo del mundo, con una eslora sumergida de 236 pies (71,9 m) y de 250 pies (76,2 m) hasta la quilla. El barco se construyó principalmente con madera, pero Brunel añadió pernos y refuerzos diagonales de hierro para incrementar la resistencia del casco. Además de sus ruedas de paletas propulsadas por vapor, el barco contaba con cuatro mástiles para poder izar velas. El Great Western se embarcó en su viaje inaugural desde Avonmouth, Bristol, a Nueva York el 8 de abril de 1838, con 600 LT (609 628,2 kg) de carbón, carga y siete pasajeros a bordo. El propio Brunel se perdió esta travesía inicial, ya que resultó herido durante un incendio que se produjo en el barco cuando regresaba de ser acondicionado en Londres. Como el incendio retrasó el lanzamiento varios días, el Great Western perdió la oportunidad de proclamarse el primer barco en cruzar el Atlántico propulsado únicamente por vapor.
A pesar de su ventaja de cuatro días, su competidor en la travesía, el Sirius, llegó solo un día antes, habiendo prácticamente agotado su suministro de carbón. Por el contrario, la travesía del Atlántico del Great Western duró 15 días y cinco horas, y el barco llegó a su destino todavía con un tercio del carbón cargado, lo que demostró que los cálculos de Brunel eran correctos. El Great Western había evidenciado la viabilidad del servicio comercial de barcos de vapor transatlánticos, lo que llevó a la Great Western Steamboat Company a utilizar el barco en el servicio regular entre Bristol y Nueva York de 1838 a 1846. Realizó 64 travesías del Atlántico, y fue el primer buque de vapor en ostentar la Banda Azul, con un tiempo de cruce de 13 días en dirección oeste y 12 días y 6 horas en dirección este. El servicio tuvo suficiente éxito comercial como para que se necesitara un barco gemelo, cuyo diseño también se le encargó a Brunel.
Tras este buque, junto con otros colaboradores, diseñó el SS Great Britain, un innovador transatlántico con casco de hierro, el primer buque de pasajeros propulsado con una hélice, que también fue en su momento el barco más grande del mundo, con una eslora de 322 pies (98,1 m). Convencido de la superioridad de los barcos propulsados por hélices sobre los impulsados por ruedas de paletas, después de las pruebas realizadas a bordo del barco de vapor Archimedes, incorporó una gran hélice de seis palas en su diseño del buque, que fue botado en 1843. El Great Britain se considera el primer barco moderno, construido con metal en lugar de madera, accionado por un motor en vez de viento o de remos, e impulsado por una hélice en lugar de ruedas de paletas. Su viaje inaugural lo realizó en agosto y septiembre de 1845, desde Liverpool a Nueva York, siendo el primer barco propulsado por una hélice y con casco de hierro que cruzó el Océano Atlántico. En 1846 encalló en Dundrum (Irlanda). Tras ser rescatado, pasaría a prestar servicio en los enlaces con Australia entre 1852 y 1882. Actualmente, se encuentra completamente restaurado y abierto al público en el puerto de Bristol, Reino Unido.
En 1852, Brunel acometió la construcción de un tercer buque transatlántico, el SS Great Eastern, que era incluso mucho más grande que sus dos predecesores, y estaba destinado para viajes a la India y Australia. Inicialmente denominado Leviatán, el Great Eastern dispuso de una tecnología punta para la época: medía 211 m de largo, estaba propulsado mediante una hélice y dos ruedas de palas, se había equipado con el mayor lujo, y estaba diseñado para transportar a cuatro mil pasajeros. Brunel concibió el barco para navegar por sus propios medios sin escalas desde Londres a Sídney y su retorno, dado el hecho de que los ingenieros de la época estaban convencidos de que Australia no tenía reservas de carbón. Al igual que muchos de los ambiciosos proyectos de Brunel, la construcción de la nave superó el presupuesto inicial, que pronto quedó desbordado frente a una serie de problemas técnicos.
El buque fue descrito como un «elefante blanco» (un proyecto de prestigio sin esperanza de ser finalizado), pero se puede argumentar que en este caso el fracaso de Isambard Brunel se debió principalmente a un clima económico desfavorable. Sus buques estaban muy por delante de su tiempo. Su visión de la construcción de barcos de vapor con hélice a gran escala y casco metálico pronto se convirtió en una realidad, pero la aparición de las condiciones propicias de la economía mundial debió esperar varias décadas antes de que los viajes transoceánicos se convirtieran en una industria rentable.
El gran buque de Brunel fue construido por el astillero de John Scott Russell en Londres, y después de dos viajes de prueba en 1859, su viaje inaugural desde Southampton a Nueva York fue anunciado para el año siguiente, el 17 de junio de 1860. A pesar de haber fracasado en su objetivo inicial de transportar pasajeros, el Great Eastern encontró finalmente un papel como barco cablero, tendiendo el primer cable telegráfico transoceánico en 1866, y sigue siendo considerado uno de los mayores logros en la historia de la construcción naval. Gracias a él y al cable transatlántico, Europa y América del Norte abrieron una nueva era de las telecomunicaciones.

## Hospital de Renkioi

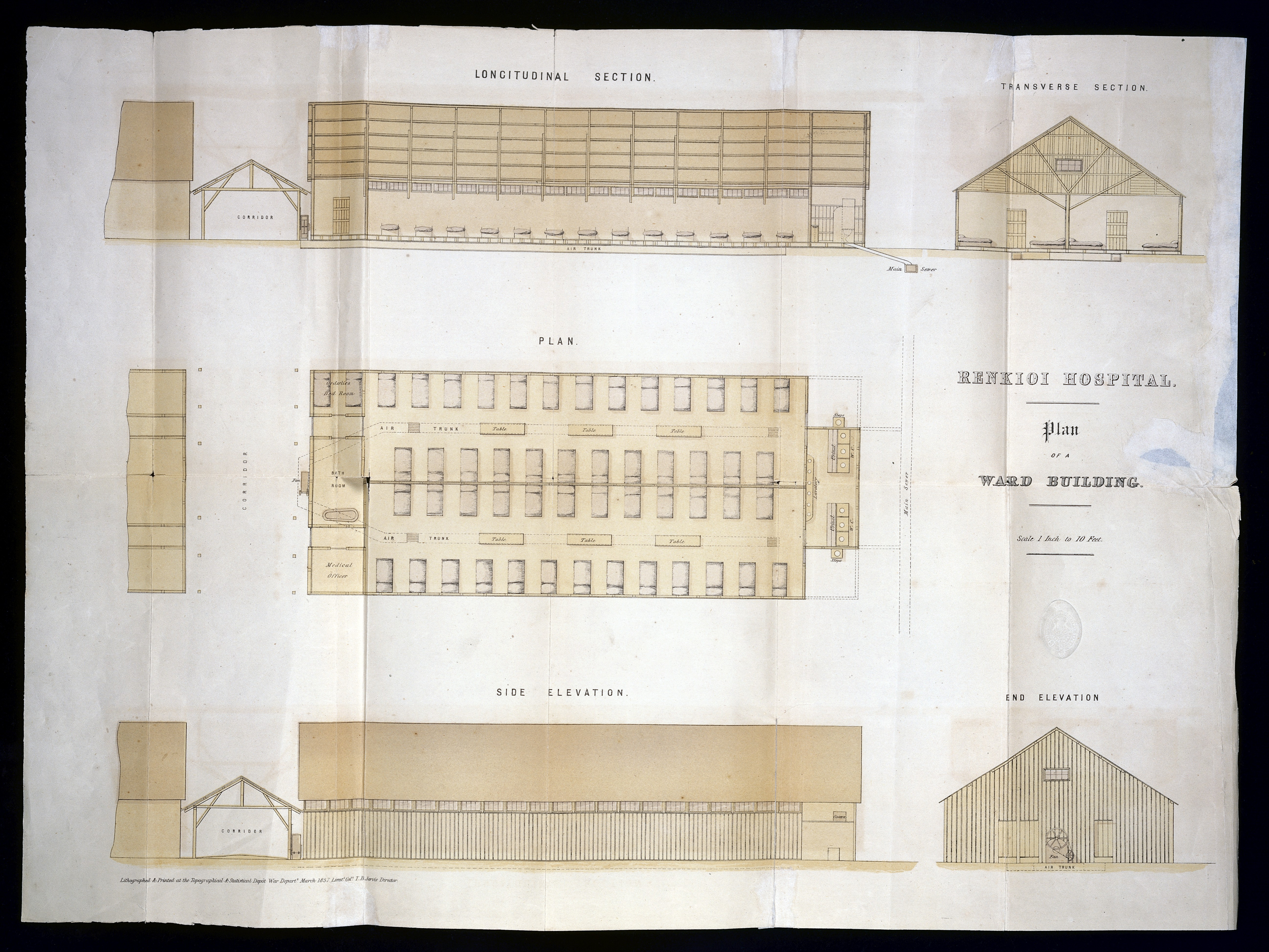
Plano de uno de los edificios del Hospital de Renkioi

Gran Bretaña entró en la Guerra de Crimea durante 1854, circunstancia que propició que un antiguo cuartel turco se convirtiera en el Hospital del Ejército Británico en Scutari. Pero debido a las malas condiciones del centro, los hombres heridos atendidos en este hospital contrajeron diversas enfermedades, como el cólera, la disentería, la fiebre tifoidea o la malaria. La enfermera Florence Nightingale envió una carta al periódico The Times solicitando que el gobierno solucionara urgentemente este problema. 
Brunel estaba trabajando en el "Great Eastern", entre otros proyectos, pero en febrero de 1855 aceptó la tarea de diseñar y construir un hospital prefabricado temporal de acuerdo con los requisitos de la Oficina de Guerra, que debería poder enviarse a Crimea y montarse allí. En tan solo cinco meses, el equipo que había reunido diseñó, construyó y envió edificios prefabricados de madera y lona, brindando completo asesoramiento sobre el transporte y el montaje de las instalaciones.
Brunel había estado trabajando con William Eassie (cuya empresa tenía su sede en los muelles de Gloucester) en el lanzamiento del "Great Eastern". Eassie había diseñado y construido cabañas prefabricadas de madera utilizadas tanto durante la fiebre del oro australiana como por los ejércitos británico y francés en Crimea. Utilizando madera suministrada por los importadores Price & Co., Eassie fabricó 18 salas para 50 pacientes diseñadas por Brunel, enviadas directamente en 16 buques desde Gloucester hasta los Dardanelos. Posteriormente, se erigió el Hospital de Renkioi cerca del Hospital de Scutari, donde se encontraba trabajando Florence Nightingale, en el área libre de malaria de Renkioi.
Sus diseños incorporaron las necesidades de higiene: acceso a instalaciones de saneamiento, ventilación, drenaje e incluso controles de temperatura rudimentarios. Fueron celebrados como un gran éxito, y algunas fuentes afirmaron que de los aproximadamente 1300 pacientes tratados en el hospital, solo hubo 50 muertes. En el hospital de Scutari al que reemplazó, se dijo que las muertes eran hasta diez veces superiores. Nightingale se refirió a los edificios prefabricados como "esas cabañas magníficas". La práctica de construir hospitales a partir de módulos prefabricados ha sobrevivido a lo largo del tiempo, con hospitales como el Bristol Royal Infirmary creados de esta manera.

## Vida personal
En 1830, Isambard Kingdom Brunel fue elegido miembro de la Royal Society.
El 5 de julio de 1836, Brunel se casó con Mary Elizabeth Horsley (nacida en 1813), que procedía de una familia musical y artística, siendo la hija mayor del músico inglés William Horsley. Establecieron un hogar en el 18 de Duke Street (Westminster, Londres), y tuvieron tres hijos: Isambard Brunel Junior (1837-1902), Henry Marc Brunel (1842-1903) y Florence Mary Brunel (1847-1876). Henry Marc, al igual que su padre y su abuelo, se convirtió en un exitoso ingeniero civil.
Mientras realizaba un truco de ilusionismo para entretener a sus hijos en 1843, Brunel inhaló accidentalmente una moneda de medio soberano, que se alojó en su tráquea. Un fórceps especial no pudo recuperarla, al igual que un instrumento diseñada por Brunel para sacarla. A sugerencia de su padre, Brunel fue atado a una tabla y puesto boca abajo, y la moneda pudo liberarse de un tirón. Se recuperó de este incidente en Teignmouth, y disfrutó tanto de la zona que compró una propiedad en Watcombe, en Torquay (Devon). Allí le encargó a William Burn que diseñara Brunel Manor y sus jardines para que fuera su casa de campo. Nunca vio la casa o los jardines terminados, porque murió antes de que se concluyeran.

## Enfermedad y muerte

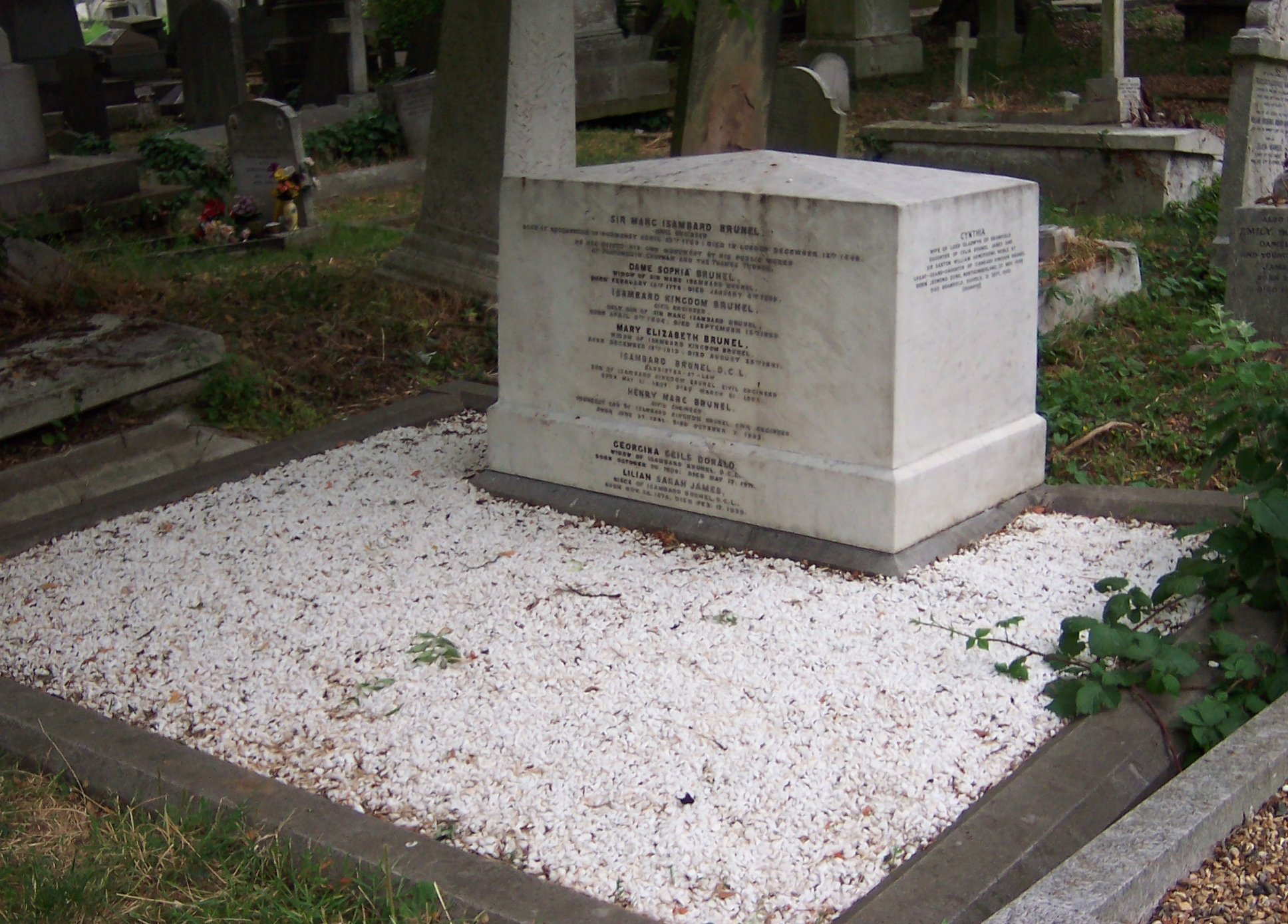
La tumba de la familia Brunel en el cementerio de Kensal Green, Londres

Brunel, un fumador empedernido (parece ser que fumaba hasta 40 puros al día, y que solía dormir tan solo cuatro horas cada noche debido a su fuerte ritmo de trabajo) y a quien se le había diagnosticado la enfermedad de Bright (nefritis), sufrió un derrame cerebral el 5 de septiembre de 1859, justo antes de que el "Great Eastern" hiciera su primer viaje a Nueva York.
Murió diez días después, el 15 de septiembre de 1859, a la edad de 53 años, y fue enterrado, como su padre, en el Cementerio Kensal Green de Londres. Está conmemorado en la Abadía de Westminster en una ventana en el lado sur de la nave.
Muchas personas lamentaron el fallecimiento de Brunel, a pesar y debido a sus negocios; un obituario publicado en el Morning Chronicle señaló que:
Brunel era el hombre adecuado para la nación, pero desafortunadamente no era el hombre adecuado para los accionistas. Aquel que deba reunir oro para llevar a cabo una empresa debe rebajarse, y Brunel nunca pudo rebajarse. La historia de la invención no registra ningún caso de grandes novedades imaginadas con tanta audacia y llevadas a cabo con tanto éxito por el mismo hombre.
Murió antes de que su gran transatlántico fuera mostrado al mundo, y antes de que el puente colgante de Clifton fuera terminado.